# WWE European Championship
Il WWE European Championship è stato un titolo di wrestling di proprietà della World Wrestling Federation/Entertainment, creato il 26 febbraio 1997 e ritirato il 22 luglio 2002.

## Storia

### Cronistoria
Il titolo è stato visto per la prima volta nel 1963, pochi mesi dopo la nascita della federazione, allora nota come World Wide Wrestling Federation. In quell'occasione era un titolo fittizio, assegnato al nuovo arrivato Hans Mortier (di origini tedesche) per renderlo popolare tra i fan. Il titolo era difeso raramente, e fu abbandonato nel 1964. Questa versione dell'European Championship non compare nell'albo d'oro del titolo. Nel 1975 accadde un episodio simile, quando Waldo Von Erich fu presentato in alcuni spettacoli come "European Champion".
La seconda versione del titolo è stata introdotta nel 1997, conquistato per la prima volta da The British Bulldog, che conquistò il titolo vincendo un torneo in Germania. Esso fu considerato un titolo con minore importanza rispetto al WWF Championship e al WWF Intercontinental Championship. Inoltre fu definito come la versione della WWE del WCW World Television Championship, con le differenze che l'European Championship veniva difeso anche durante gli house Show e veniva difeso in match senza limiti di tempo.
Il titolo fu temporaneamente ritirato l'aprile 1999 dall'allora campione Shane McMahon. Shane reintrodusse il titolo due mesi più tardi dandolo a Mideon. Il titolo europeo è stato ritirato definitivamente dopo un Ladder match il 22 luglio 2002 a Raw dove il campione Rob Van Dam sconfisse Jeff Hardy, unificando il titolo Europeo al WWE Intercontinental Championship di Hardy.

### Cintura
La cintura era di cuoio nero e presentava una placca ovale dorata al centro con un planisfero azzurro con il continente europeo al centro, mentre sui lati erano presenti delle bandiere (Grecia, Germania e Svizzera a sinistra e Francia, Svezia e Portogallo a destra), così come anche in basso (Norvegia, Irlanda, Germania, Regno Unito, Francia, Spagna, Belgio e Portogallo); al centro c'era la scritta in lettere bianche su sfondo rosso "European Champion", mentre ai lati c'erano quattro piccole placche dorate, che rappresentavano le prime due guerrieri intenti ad affrontarsi e le seconde due planisferi celesti.

## Nomi
| Nome                      | Anno                              |
| ------------------------- | --------------------------------- |
| WWF European Championship | 26 febbraio 1997 – 22 maggio 2002 |
| WWE European Championship | 22 maggio 2002 – 22 luglio 2002   |

## Albo d'oro
| #                             | Campione            | Regno | Data              | Giorni | Località                        | Evento                      | Note | Fonti |
| ----------------------------- | ------------------- | ----- | ----------------- | ------ | ------------------------------- | --------------------------- | --- | ----- |
| World Wrestling Federation    |                     |       |                   |        |                                 |                             | |       |
| 1                             | The British Bulldog | 1     | 26 febbraio 1997  | 206    | Berlino, Germania               | Raw                         | Bulldog sconfisse Owen Hart nella finale del torneo per l'assegnazione del titolo. In onda il 3 marzo 1997. |       |
| 2                             | Shawn Michaels      | 1     | 20 settembre 1997 | 82     | Birmingham, Inghilterra         | One Night Only              | Con questa vittoria, Michaels divenne il primo Grand Slam Champion. |       |
| 3                             | Triple H            | 1     | 11 dicembre 1997  | 40     | Lowell, Massachusetts           | Raw                         | Michaels venne forzato a perdere il titolo dal Commissioner della WWF Sgt. Slaughter. In onda il 22 dicembre 1997. |       |
| 4                             | Owen Hart           | 1     | 20 gennaio 1998   | 55     | Davis, California               | Raw                         | Hart sconfisse The Artist Formerly Known As Goldust, il quale si era travestito da Triple H. Il Commissioner della WWF Sgt. Slaughter assegnò il titolo ad Hart considerando Goldust come un sostituto di Triple H. In onda il 26 gennaio 1998. |       |
| 5                             | Triple H            | 2     | 16 marzo 1998     | 120    | Phoenix, Arizona                | Raw                         | |       |
| 6                             | D'Lo Brown          | 1     | 14 luglio 1998    | 63     | Binghamton, New York            | Raw                         | In onda il 20 luglio 1998. |       |
| 7                             | X-Pac               | 1     | 15 settembre 1998 | 14     | Sacramento, California          | Raw                         | In onda il 21 settembre 1998. |       |
| 8                             | D'Lo Brown          | 2     | 29 settembre 1998 | 19     | East Lansing, Michigan          | Raw                         | In onda il 5 ottobre 1998. |       |
| 9                             | X-Pac               | 2     | 18 ottobre 1998   | 120    | Rosemont, Illinois              | Judgment Day: In Your House | |       |
| 10                            | Shane McMahon       | 1     | 15 febbraio 1999  | 43     | Birmingham, Alabama             | Raw                         | McMahon, in coppia con Kane, sconfisse X-Pac e Triple H conquistando il titolo. |       |
| —                             | Inattivo            | —     | 30 marzo 1999     | —      | Uniondale, New York             | Heat                        | McMahon si "ritirò come campione". In onda il 4 aprile 1999. |       |
| 11                            | Mideon              | 1     | 21 giugno 1999    | 34     | Memphis, Tennessee              | Raw                         | Mideon fu premiato con il titolo dallo stesso Shane McMahon. |       |
| 12                            | D'Lo Brown          | 3     | 25 luglio 1999    | 28     | Buffalo, New York               | Fully Loaded                | Durante questo regno, D'Lo Brown deteneva anche il WWF Intercontinental Championship. |       |
| 13                            | Jeff Jarrett        | 1     | 22 agosto 1999    | 1      | Minneapolis, Minnesota          | SummerSlam                  | Era in palio anche il WWF Intercontinental Championship di Brown. |       |
| 14                            | Mark Henry          | 1     | 23 agosto 1999    | 34     | Ames, Iowa                      | Raw                         | Henry venne premiato da Jarrett con il titolo per aver assistito alla sua vittoria contro D'Lo Brown a SummerSlam. |       |
| 15                            | D'Lo Brown          | 4     | 26 settembre 1999 | 30     | Charlotte, Carolina del Nord    | Unforgiven                  | |       |
| 16                            | The British Bulldog | 2     | 26 ottobre 1999   | 47     | Springfield, Massachusetts      | SmackDown!                  | In onda il 28 ottobre 1999. |       |
| 17                            | Val Venis           | 1     | 12 dicembre 1999  | 58     | Sunrise, Florida                | Armageddon                  | In un Triple Threat match che comprendeva anche D'Lo Brown. |       |
| 18                            | Kurt Angle          | 1     | 8 febbraio 2000   | 54     | Austin, Texas                   | SmackDown!                  | In onda il 10 febbraio 2000. |       |
| 19                            | Chris Jericho       | 1     | 2 aprile 2000     | 1      | Anaheim, California             | WrestleMania 2000           | In un Two Falls Triple Threat Falls match che comprendeva anche Chris Benoit. |       |
| 20                            | Eddie Guerrero      | 1     | 3 aprile 2000     | 111    | Los Angeles, California         | Raw                         | |       |
| 21                            | Perry Saturn        | 1     | 23 luglio 2000    | 37     | Dallas, Texas                   | Fully Loaded                | |       |
| 22                            | Al Snow             | 1     | 29 agosto 2000    | 48     | Fayetteville, Carolina del Nord | SmackDown!                  | In onda il 31 agosto 2000. |       |
| 23                            | William Regal       | 1     | 16 ottobre 2000   | 47     | Detroit, Michigan               | Raw                         | |       |
| 24                            | Crash Holly         | 1     | 2 dicembre 2000   | 2      | Sheffield, Inghilterra          | Rebellion                   | |       |
| 25                            | William Regal       | 2     | 4 dicembre 2000   | 49     | East Rutherford, New Jersey     | Raw                         | |       |
| 26                            | Test                | 1     | 22 gennaio 2001   | 69     | LaFayette, Louisiana            | Raw                         | |       |
| 27                            | Eddie Guerrero      | 2     | 1º aprile 2001    | 23     | Houston, Texas                  | WrestleMania X-Seven        | |       |
| 28                            | Matt Hardy          | 1     | 24 aprile 2001    | 125    | Denver, Colorado                | SmackDown!                  | In onda il 26 aprile 2001. |       |
| 29                            | The Hurricane       | 1     | 27 agosto 2001    | 56     | Grand Rapids, Michigan          | Raw                         | |       |
| 30                            | Bradshaw            | 1     | 22 ottobre 2001   | 8      | Kansas City, Missouri           | Raw                         | |       |
| 31                            | Christian           | 1     | 30 ottobre 2001   | 91     | Cincinnati, Ohio                | SmackDown!                  | In onda il 1º novembre 2001. |       |
| 32                            | Diamond Dallas Page | 1     | 29 gennaio 2002   | 49     | Norfolk, Virginia               | SmackDown!                  | In onda il 31 gennaio 2002. |       |
| 33                            | William Regal       | 3     | 19 marzo 2002     | 20     | Ottawa, Canada                  | SmackDown!                  | Il 26 marzo 2002 il titolo divenne un'esclusiva di Raw. |       |
| 34                            | Spike Dudley        | 1     | 8 aprile 2002     | 28     | Phoenix, Arizona                | Raw                         | Il 22 maggio 2002 il titolo venne rinominato WWE European Championship. |       |
| World Wrestling Entertainment |                     |       |                   |        |                                 |                             | |       |
| 35                            | William Regal       | 4     | 6 maggio 2002     | 63     | Hartford, Connecticut           | Raw                         | |       |
| 36                            | Jeff Hardy          | 1     | 8 luglio 2002     | 14     | Philadelphia, Pennsylvania      | Raw                         | |       |
| 37                            | Rob Van Dam         | 1     | 22 luglio 2002    | <1     | Grand Rapids, Michigan          | Raw                         | In un Ladder match in cui era in palio anche l'Intercontinental Championship di Van Dam. |       |
| —                             | Unificato           | —     | 22 luglio 2002    | —      | Grand Rapids, Michigan          | Raw                         | Unificato con l'Intercontinental Championship dopo la vittoria di Van Dam. |       |